# Mój przyjaciel smok (film 2016)
Mój przyjaciel smok (ang. Pete’s Dragon) – amerykański film fantasy z 2016 w reżyserii Davida Lowery’ego.

## Fabuła
W lesie odnaleziony zostaje zaginiony przed kilku laty chłopiec. Jedna z rodzin zabiera go ze sobą do domu. Chłopiec zdradza im swoją tajemnicę. Wkrótce cała społeczność dowiaduje się, jakim cudem dziecko żyło przez tyle lat, unikając jakichkolwiek niebezpieczeństw w głębokim lesie.

## Obsada
| Rola          | Aktor               | Polski dubbing       |
| ------------- | ------------------- | -------------------- |
| Pete          | Oakes Fegley        | Iwo Tomicki          |
| Meacham       | Robert Redford      | Olgierd Łukaszewicz  |
| Grace         | Bryce Dallas Howard | Anna Terpiłowska     |
| Natalie       | Oona Laurence       | Zofia Jankowska      |
| Jack          | Wes Bentley         | Marcin Bosak         |
| Gavin         | Karl Urban          | Tomasz Schuchardt    |
| Woodrow       | Marcus Henderson    | Wojciech Żołądkowicz |
| Abner         | Aaron Jackson       | Adam Szyszkowski     |
| Pielęgniarka  | Jade Valour         | Elżbieta Kijowska    |
| Elliot (głos) | John Kassir         | Jarosław Domin       |